# 荃威花園
荃威花園（英語：Allway Gardens）是香港新界荃灣區首個大型私人屋苑，位於荃灣西約柴灣角荃景圍195號。由合和實業發展，胡應湘建築工程師設計，共有16座住宅樓宇，並分四期發展，分別於1978年至1981年間落成並入伙，合共提供超過3,400個單位，為合和實業當年最大型的獨資住宅發展項目。另外，荃威花園為中原城市領先指數成份屋苑之一，所有九龍巴士路綫都有與港鐵接通。

## 屋苑特色

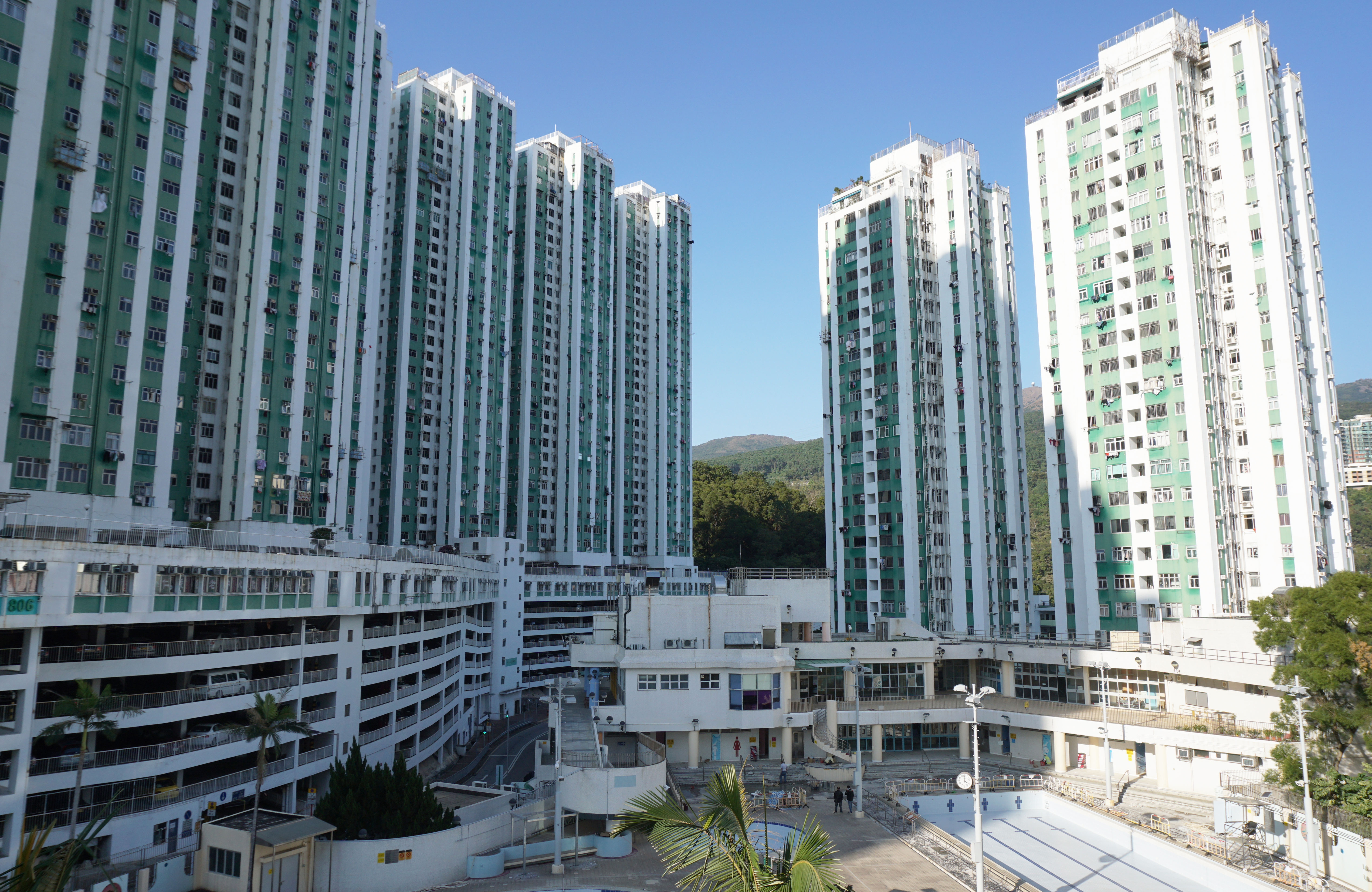
荃威花園及停車場

荃威花園四周依山面海，俯瞰整個荃灣市區及鄰近海域，環境清靜優美；加上空地特廣，用以闢作花園、草地、兒童遊樂場等康樂設施供住戶使用。荃威花園設有巴士總站、街市、停車場及購物商場，配套尚算充足。然而，由於屋苑位處荃景圍的最高點，居民一般需要乘搭巴士來往荃灣市中心。其中F至R座座毗連之下花山設有大欖涌（引水道段）緩步徑，沿該緩步徑可前往油柑頭、汀九、荃錦公路及元荃古道荃灣入口，為假日市民遠足之熱點，擬建之「曹公潭自然生態公園」亦位於荃威花園附近。
荃威花園曾於2003年進行大型翻新工程，包括大廈外牆、大堂入口、住宅單位樓層、平台及商場等設施，並於約2005年完成。以下為各大廈資料：
| 荃威花園各座資料 | 荃威花園各座資料 | 荃威花園各座資料 | 荃威花園各座資料 | 荃威花園各座資料 | 荃威花園各座資料 | 荃威花園各座資料 |
| ---------------- | ---------------- | ---------------- | ---------------- | ---------------- | ---------------- | ---------------- |
| 期數             | 座號             | 大廈門牌         | 大廈層數         | 升降機數目       | 單位數目         | 入伙日期         |
| 第一期           | A                | 荃景圍195號      | 22（3-24樓）     | 2                | 176              | 1978年1月        |
| 第一期           | B                | 荃景圍193號      | 22（3-24樓）     | 2                | 176              | 1978年1月        |
| 第一期           | C                | 荃景圍191號      | 22（3-24樓）     | 2                | 176              | 1978年1月        |
| 第二期           | D                | 荃景圍189號      | 24（2-25樓）     | 2                | 190              | 1978年7月        |
| 第二期           | E                | 荃景圍187號      | 24（2-25樓）     | 2                | 190              | 1978年7月        |
| 第三期           | F                | 安逸街22號       | 29（8-36樓）     | 3                | 228              | 1980年3月        |
| 第三期           | G                | 安逸街20號       | 29（8-36樓）     | 3                | 224              | 1980年3月        |
| 第三期           | H                | 安逸街18號       | 29（8-36樓）     | 3                | 224              | 1980年3月        |
| 第三期           | J                | 安逸街16號       | 29（8-36樓）     | 3                | 227              | 1980年3月        |
| 第三期           | K                | 安逸街14號       | 29（8-36樓）     | 3                | 228              | 1979年12月       |
| 第三期           | L                | 安逸街12號       | 29（8-36樓）     | 3                | 225              | 1980年3月        |
| 第四期           | M                | 安逸街10號       | 29（8-36樓）     | 3                | 231              | 1980年7月        |
| 第四期           | N                | 安逸街8號        | 29（8-36樓）     | 3                | 231              | 1980年7月        |
| 第四期           | P                | 安逸街6號        | 29（8-36樓）     | 3                | 231              | 1981年6月        |
| 第四期           | Q                | 安逸街4號        | 29（8-36樓）     | 3                | 231              | 1981年6月        |
| 第四期           | R                | 安逸街2號        | 29（8-36樓）     | 3                | 231              | 1981年6月        |

## 屋苑設施

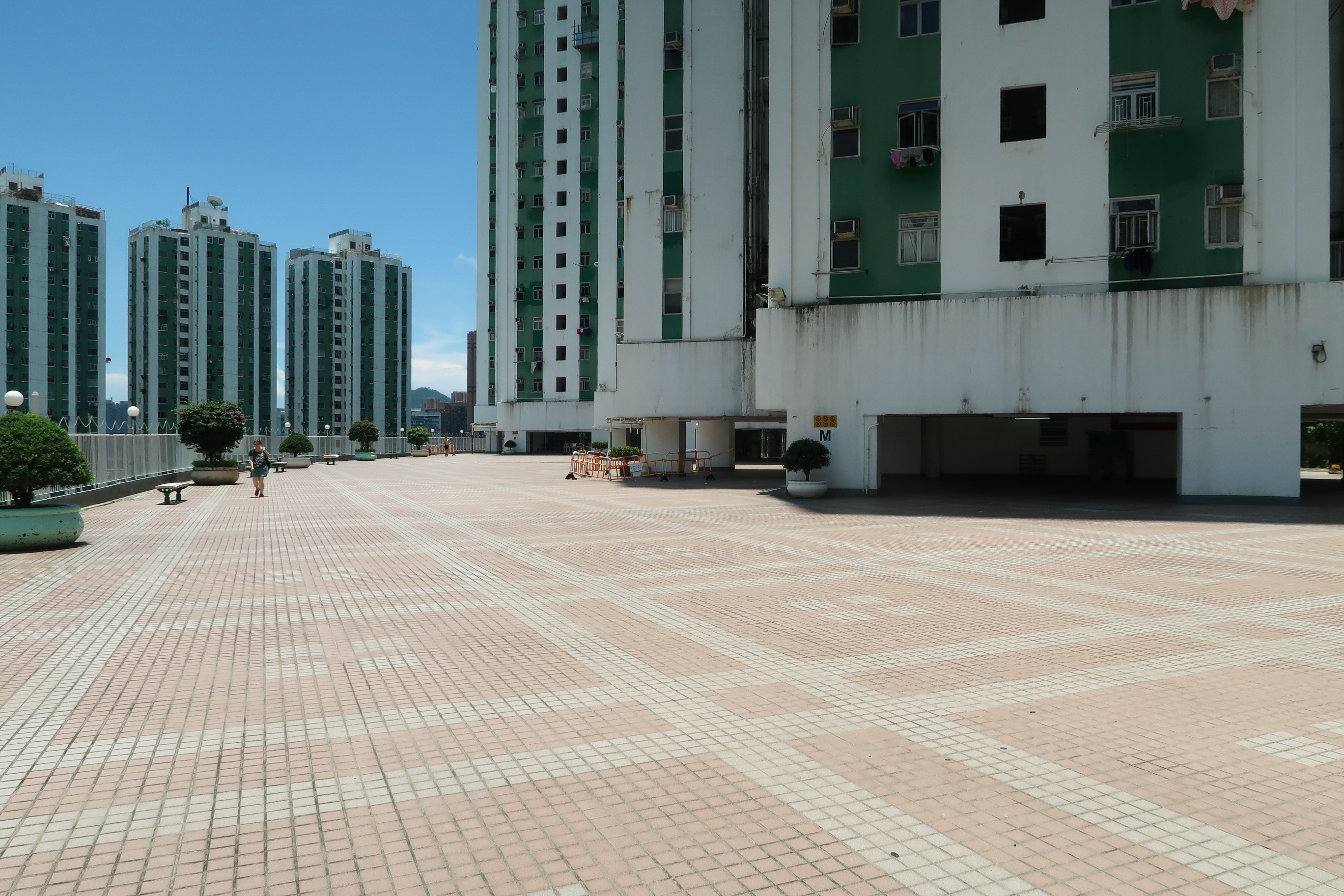
平台花園

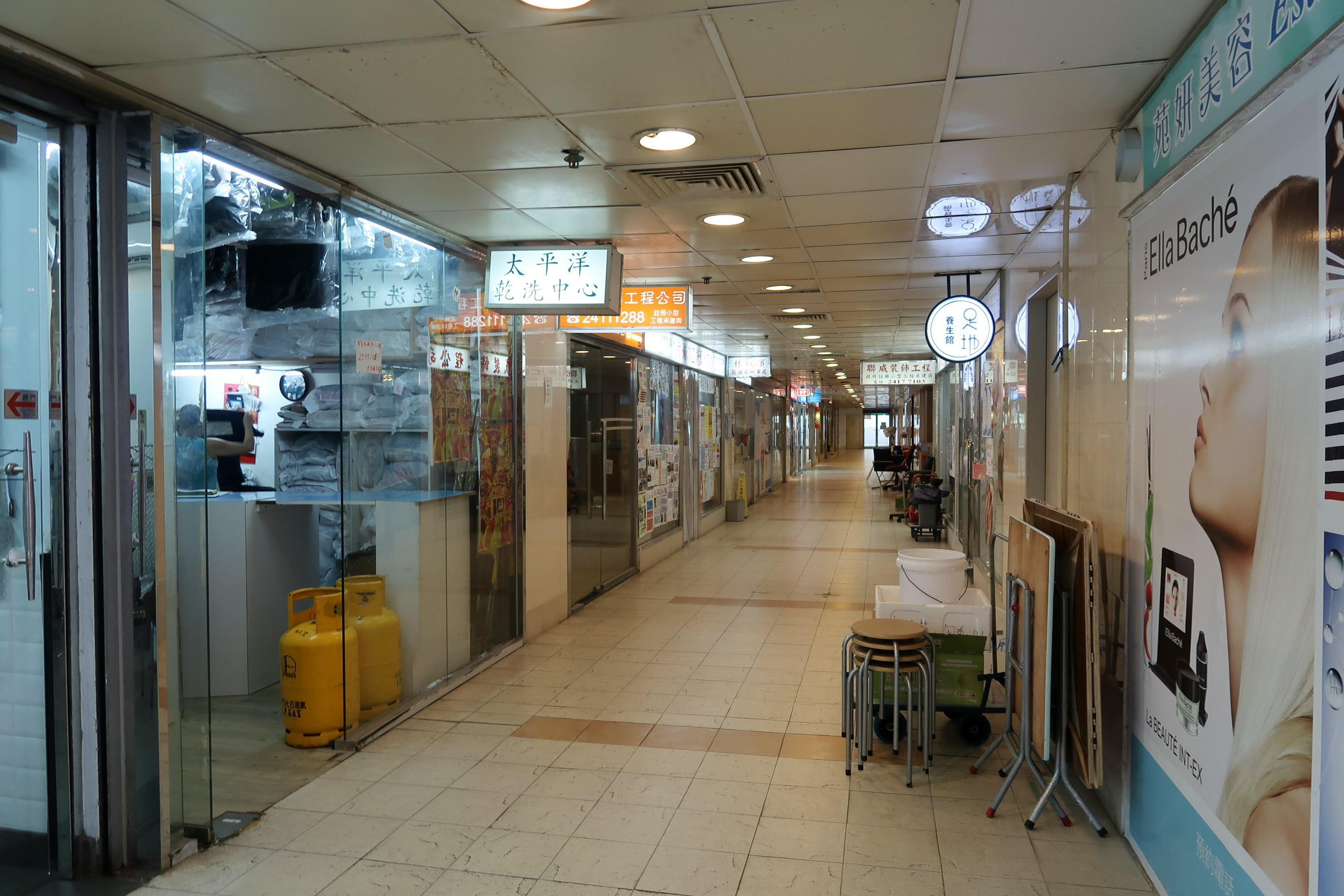
荃威花園商場

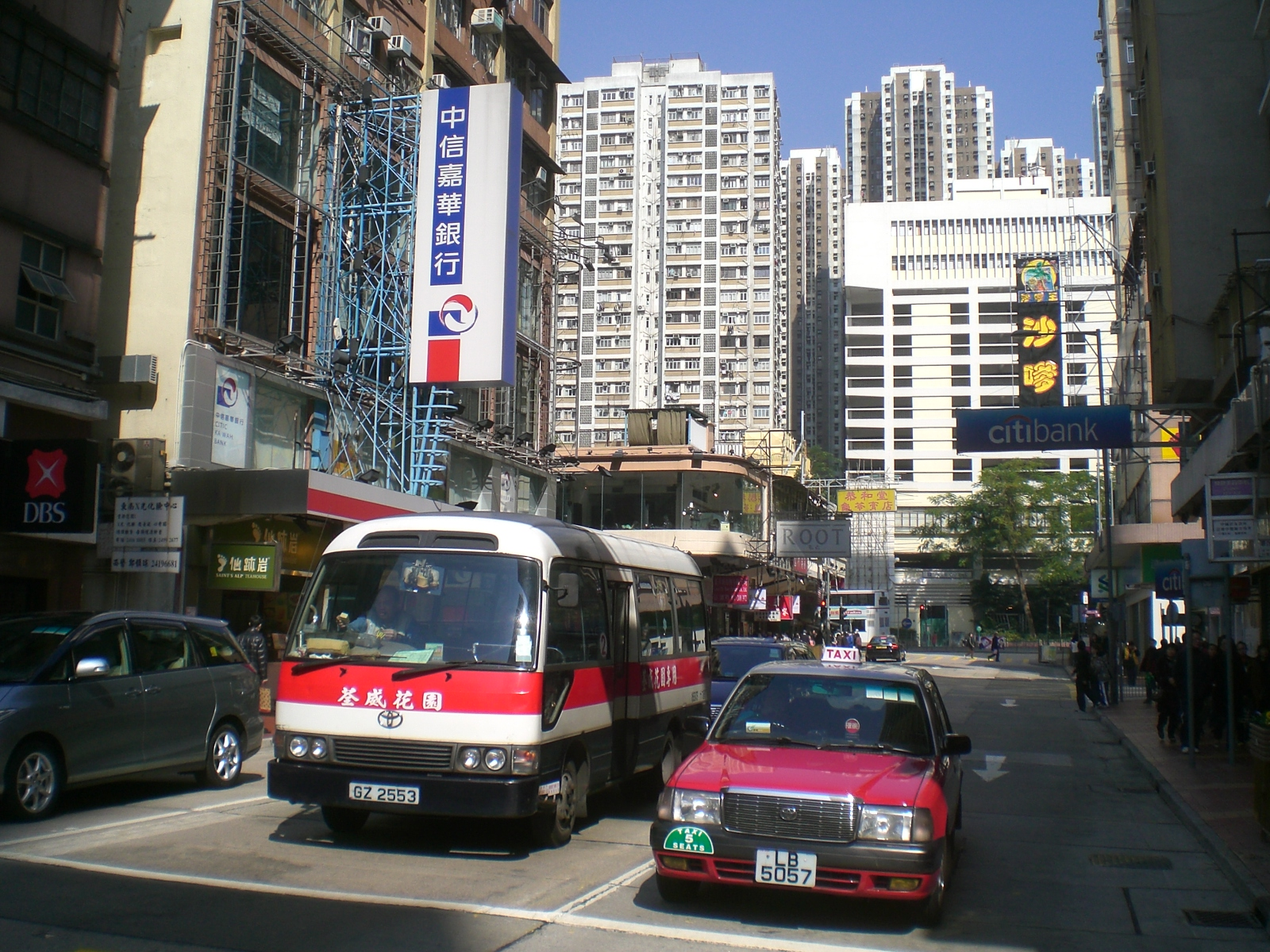
屋苑穿梭小巴（已停辦，由新界區專線小巴84線取代）

### 第1期
- 購物商場
- 屋苑管理處
- 住戶私人平台花園

### 第2期
- 地舖（部分連閣樓）
- 住戶私人平台花園

### 第3/4期
- 停車場
- 購物商場（現為兩間護老院）
- 公共平台花園

### 荃威花園購物商場
荃威花園屋苑附屬的商場，方便住戶於區內消費，商場主體設於A至C座基座，共設兩層，屋苑管理處以及A至C座大廈主入口亦設於商場內。屋苑亦設有數間地舖分佈於D座及E座地下。
2008年初，鄧成波以約2.2億港元，向發展商合和實業購入荃威花園第1期至第3期商場部份連125個車位。
2012年11月13日，鄧成波以約3.5億港元，沽售荃威花園第1期及第2期商場舖位，涉及面積約16萬方呎。
2013年，羅守輝以約1.05億港元買入荃威花園一期商場地下連2樓部分，面積約38,013平方呎。2023年，再以1.7億港元出售。

| 荃威花園購物商場商戶資料 |
| --- |
| - 商戶 - 惠康超級市場 - 7-11便利店 (24小時營業) - 星亮乾濕洗衣店 - 太平洋乾濕洗衣店 - 仙麗髮廊 - in% studio - C+ Hair - 昕望補習中心 - 紅葉報社 - 威福南北美食坊 - 恆豐小館 - 彩龍船中西美食坊 - 泰味泰國餐廳 - 安信工程 - 德琦五金裝飾工程公司 - 金池行裝修工程 - 程諾電器家品特賣店(第2期近新福快餐閣樓) - 基督教會恩雨堂荃灣堂牧傳會所(第2期近Bee Mall閣樓) - 荃威醫療中心 - 倚高醫療中心(陳耀輝醫生) - 安安中醫診所 - 美藝堂美容中心 - 宛妍美容 - 毛孩領養中心 - 天韻琴行 - 美聯物業 - 世紀21物業 - 富裕地產 - 星輝地產 - 高盛物業 - 童緣教室 - Monkey Claw - Bee Mall - 德記蔬菜雜貨 - 錢大媽 - 林婉濱辦事處 - 中國工商銀行提款機 - 護老院 - 來來護老中心 - 仁愛護老中心 - 定安護老院 - 荃威護老院 - 仁德居 |

### 平台花園
荃威花園各座均設有平台花園供住客使用。其中A至C座共用一平台花園，D及E座共用一平台花園，兩者均為住客專用，只可經由大廈升降機和設有密碼鎖之天橋（連接A至C座平台及荃景圍街市）前往。F至R座則共用同一大型開放式平台花園，上述各大廈主入口均設於平台中，平台並設有升降機塔及天橋連接荃景圍街市和巴士總站。平台花園位於大廈背面設有車路由安逸街盡頭進入繞經各座入口，平台花園背後緊貼之下花山亦設有限時開放通道連接下花山引水道緩步徑。

## 鄰近設施

### 民生

#### 荃景圍街市

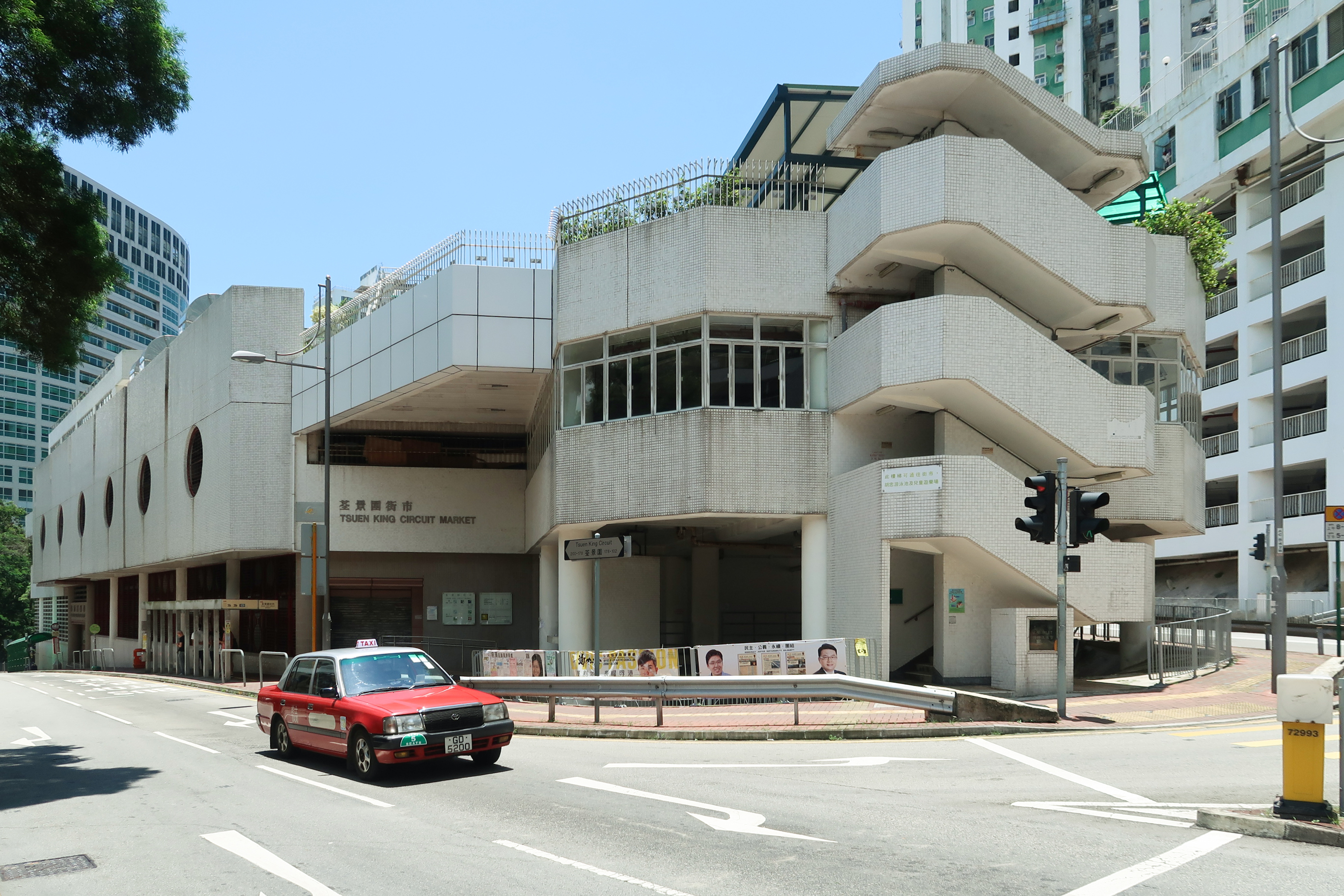
荃景圍街市1990年建成，2017年關閉

荃景圍街市位於荃景圍178號，位荃威花園D及E座對面，為政府委託荃威花園的發展商合和實業於荃景圍荃威花園對面的山坡興建，1990年建成後交由政府管理。街市設有兩層，共有241個檔位，其中地下售賣海鮮、肉類等濕貨為主，1樓則主要售賣乾貨，街市2樓亦設有一個露天兒童遊樂場。街市共設有4個出入口，其中2個面向荃景圍，由於街市依山而建，其餘2個出入口則從街市1樓分別連接安逸街及荃威花園住宅平台，街市亦設有卸貨區。荃景圍街市於1980年開業初期，曾保持有平穩出租率及客流，但步入2000年代後，商戶及客流開始連年減少，而據2014年資料顯示，荃景圍街市空置率高達74%，至今為全香港空置率最高的政府街市。議員及檔販均將街市空置率高企歸咎於政府管理不善，並曾於過去10年間先後與食環署商討將街市規模縮小，撥出一層改作其他社區設施，惟食環署均以不同理由推卻，令問題持續惡化。雖然荃景圍街市原意是供荃威花園居民在不離開屋苑時亦能自給自足，但現時荃威花園居民一般習慣乘車前往楊屋道街市購物，皆因食材價格較便宜和齊全。而荃景圍街市中只餘下數名商販繼續經營，售賣蔬菜、鮮花、魚類、肉類、雜貨及文具。
2017年3月，食環署以使用率低為由，宣佈關閉荃景圍街市。
荃景圍街市範圍近荃景圍及安逸街交界亦曾建有一條行人隧道（編號：NS40），行人隧道橫越荃景圍地底，連接安逸街及荃景圍遊樂場小徑，惟由於對上荃景圍早已設有行人過路設施，導致隧道長年只有極稀疏人流。最終運輸署於2013年11月25日起將隧道永久封閉，並使用混凝土將隧道回填。

### 康樂

#### 荃景圍胡忠游泳池

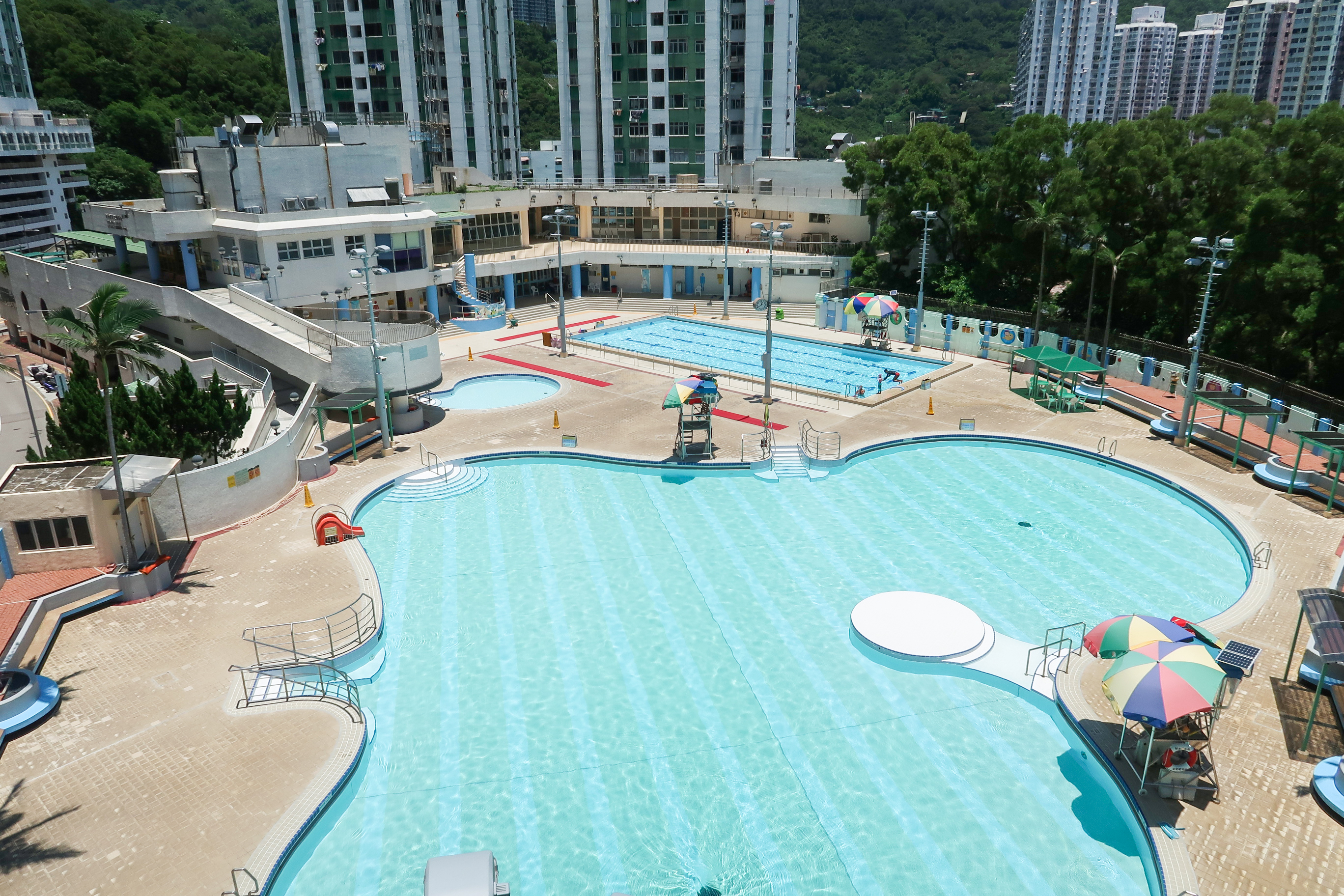
荃景圍胡忠游泳池

游泳池與荃景圍街市設於同一座建築物內，並以合和實業集團創辦人胡應湘之父胡忠命名，名為「荃景圍胡忠游泳池」。泳池入口通道設於安逸街，經斜道連接至3樓閘口大堂，泳客並可經由街市2樓露天兒童遊樂場之樓梯到達大堂，而胡忠泳池設有一個兒童嬉水池、一個標準泳池及一個設有小島的非標準主池，全部皆位於露天部分，泳池主樓地下（位於街市建築2樓）則設有男女更衣室。胡忠泳池由政府管理，並開放予公眾，但基於附近只有荃威花園一個屋苑，光顧泳客多為荃威花園居民。

#### 荃景圍遊樂場
遊樂場分為兩部分，其中位於荃灣中心側山坡上的部分較大，設有網球場及籃球場等設施，一馬路之隔的另一部分則設有5人足球場及晨運園地，原來亦建有一長形噴水池，但2000年代已改建為卵石路步行徑。

#### 柴灣角遊樂場
位於元荃古道入口側的小型遊樂場，設有一個標準籃球場以及一個籃球練習場。

### 醫療及教育

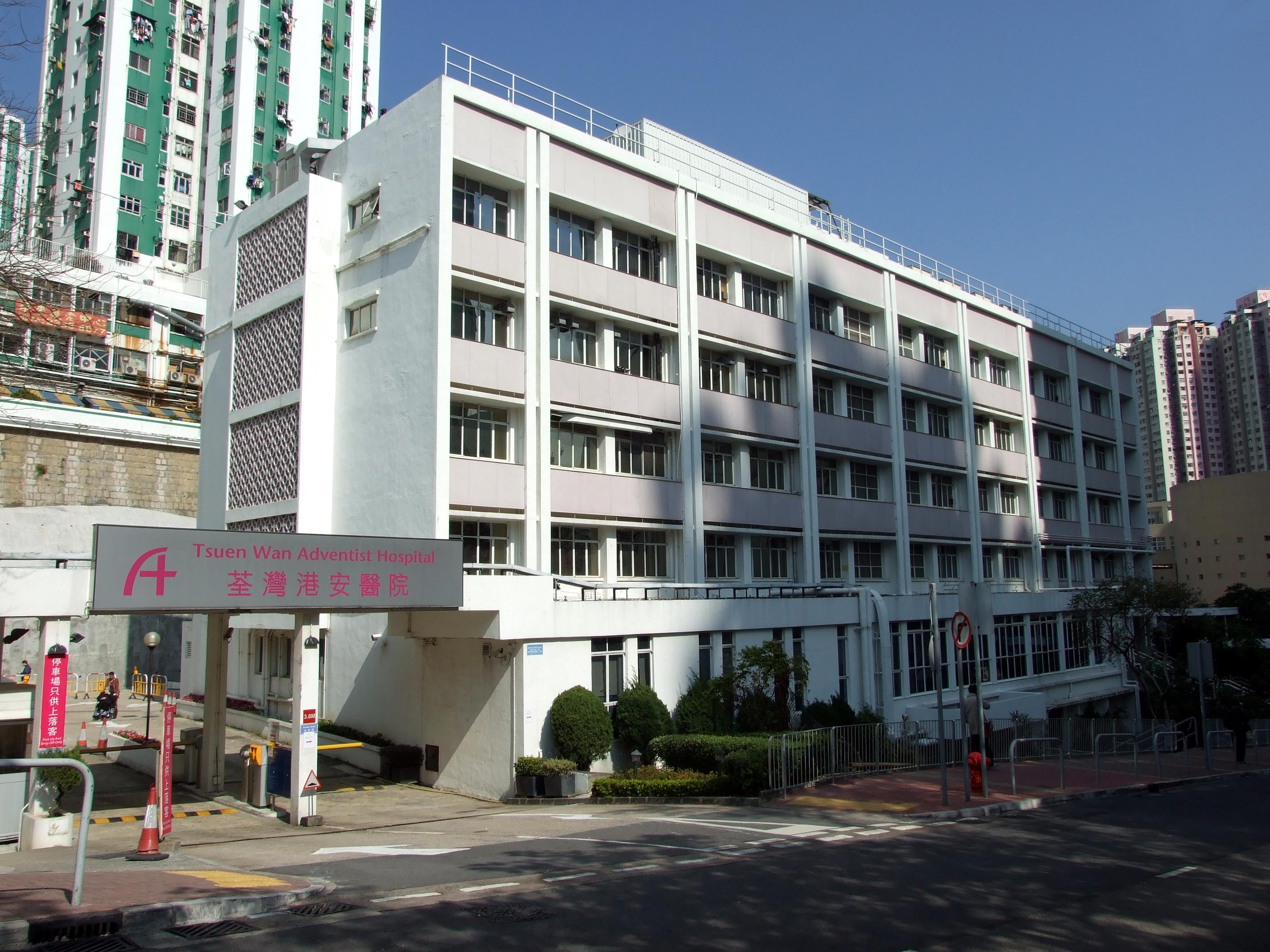
荃灣港安醫院

#### 學校
荃威花園附近共設有1間幼稚園、2間小學以及3間中學。
- 荃威幼稚園
- 柴灣角天主教小學
- 中華基督教會基慧小學
- 保良局李城璧中學
- 仁濟醫院林百欣中學
- 紡織學會美國商會胡漢輝中學

## 重大事件
1979年12月19日，兩名外判油漆公司工人於荃威花園K座建築地盤17-20樓外牆工作期間，吊機其中一邊輪軸突然鬆脫，兩名工人繼而連同吊機飛墜7樓平台死亡。
1982年5月19日，一名與妻子同住的醫生業主(張錦鴻)被發現赤裸死於荃威花園Q座2704室家中床上，死者頭部纏有一個膠袋。經法醫官調查後證實死於窒息，警方初步調查認為其死因無可疑。
1983年3月7日，一名疑遭情困女子於荃威花園J座3502室寓所中開煤氣企圖自殺，警員及消防員接報到場破門入屋並將倒臥客廳地板上的女子抬入房間。正當警員及消防員展開調查時，屋內煤氣突然發生爆炸，巨大衝擊波將肇事單位及毗鄰單位大門撞毀，連帶數名於單位外的警員亦被波及，爆炸亦燃及屋內傢俬及窗簾並引起小火，事後部分大廈居民需要疏散。事件中共有12人受傷，大部分傷者頭髮燒焦，面、手部灼傷。
1984年10月31日，一名幼童正跟隨外婆從附近幼稚園接送回家，在荃威花園巴士總站橫過馬路時，男童意外被一輛進站中之39A線巴士撞及並輾過頭部，送院後證實死亡。
1987年4月19日，一名患有精神病男子在同住父母準備午膳期間，從荃威花園E座14樓一單位躍下，倒臥2樓平台，送院後證實不治。
1991年12月1日傍晚，警方接報於荃威花園M座發生升降機劫案，警方到場搜捕劫匪期間意外發現3名於同座外牆翻新工程地盤工作的非法入境者，3名非法入境者拒捕並爬出外牆棚架危坐。經過長達20小時游說，最終3人在飢寒交迫下投降。警方相信3人與早前之劫案並無關，純為巧合之「案中案」。
2004年10月15日傍晚，荃灣海盛路變電站突然發生故障，導致區內連同荃威花園等多個屋苑大停電。停電期間，消防員接獲多宗被困升降機事故，其他受影響居民亦需摸黑出入。最終受影響區域於傍晚六時十五分全面恢復供電。
2013年12月8日凌晨，一名26歲空姐被胞妹發現藏屍於荃威花園D座寓所的睡房衣櫃中，警方到場後發現死者頸部有傷痕。由於死者財物原好無缺，寓所鐵閘亦無被撬過痕跡，警方經調查後排除入屋行劫並鎖定行兇者為死者前男友，惟因疑兇已離境前往內地而束手無策，並懸紅30萬緝拿疑兇。2016年11月，廣東省公安廳終在深圳拘捕疑兇並於2017年2月1日將之移交香港警方。
2016年3月19日上午7時許，荃威花園P、Q及R座突然發生停電，經中電檢查後發現是由於屋苑的公共電力系統出現漏電引致跳掣而啟動安全截電裝置。經搶修後，三幢大廈電力已於下午3時逐步恢復，同時為避免同類停電事故再次發生，技工事後於肇事大廈逐層截電檢查以找出漏電源頭。

### 荃威花園維修工程圍標風波
2007年，荃威花園委聘「裕基建築師有限公司」完成大維修工程。
2012年，荃威花園業主立案法團主席林國安向房協「樓宇更新大行動」資助計劃，開始籌備屋苑大維修工程，並從十多間入標工程顧問公司中篩選出四間提交業主大會投票表決，最終由「翔天測量師行有限公司」以98.8萬元低價取得荃威花園大維修工程顧問合約。
由於荃威花園已於不足10年前已由小業主集資完成大維修工程，此舉引起部分業主不滿。測量師學會何鉅業質疑，工程顧問「翔天」提交標書簡單、含糊，並無列明施工範圍，正常工程承辦商難以入標，或因資料不足而導致價格偏高，可能出現圍標問題。而維修費攤分方式亦引起不滿，其中商戶平均只需繳付數十元，但住戶則平均以百元計；業戶投票的計票方式卻以業權的不可分割份數為準，即商戶一票相等於住戶數百票。令小業主們擔心有人以此操縱投票結果。
後來在住戶暨「全港業主反貪腐反圍標大聯盟」發言人趙恩來協助下，有近1,600名業主親身出席業主大會，即使法團手執數百張授權票。2014年7月4日，荃威花園有近1,600名小業主親自投票，並以近9成業權解聘工程顧問「翔天測量師行有限公司」。當日，由於出席業主遠超預期，業主大會拖誤三個小時才正式開始。
然而，荃威花園法團並無放棄大維修工程。2015年5月，業主大會通過委聘「郭駿建築師有限公司」重推工程。但在新一份顧問報告中，工程範圍、面積、選用物料均沒有提及，但工程估價高達1.7億元，相較房協獨立估價高出兩成。小業主們欲向法團索取標書、估價及勘探報告不果，便希望團結小業主力量推翻大維修決定。
2015年11月23日，荃威花園逾1,600名小業主再次出席業主大會，成功推翻大維修工程；並且議決撤換荃威花園業主立案法團。不過，舊法團成員拒絕承認業主投票結果，會後拒絕根據《建築物管理條例》進行交接程序。

### 荃威花園新舊法團地位風波
2015年11月23日，荃威花園特別業主大會通過動議撤換業主立案法團管理委員會，並且即場委出新任法團委員。舊法團單方面宣稱新選出的法團「法律地位未能確立」，理由是「解散原有法團後未有委出管理人接管屋苑事務」。
即使新法團已在土地註冊處成功進行登記手續；但舊法團在依照屋苑常年法律顧問的法律意見, 根據《建築物管理條例》規定拒絕交出法團所有財產（包括法團印章、屋苑帳目、合約文件等）。
雖然舊法團拒絕合作，新法團以舊法團拒絕交接入禀土地審裁處(案件編號：LDBM28/2016), 之後新法團2016年4月成功在匯豐銀行完成法團戶口轉名手續, 不過，銀行發現雙方有法律訴訟, 隨即凍結荃威花園屋苑銀行戶口，新法團意圖癱瘓屋苑運作，逼令舊法團交出權力。2016年6月，由於荃威花園業主立案法團戶口仍被凍結，導致未能支付多項屋苑服務開支，荃威花園清潔、保安等日常服務面臨停頓危機。
舊法團透過民政事務總署嘗試與新法團進行調解會晤，可惜最終無法達成和解協議。於是，舊法團委員自籌逾50萬元訟費，委聘律師入稟土地審裁處（案件編號：LDBM81/2016），尋求法律裁決解決爭議，案件排期至2016年7月7日開審。後來，新法團委聘大律師張耀良，引用特快程序尋求法庭釐清法律觀點，以盡快解封屋苑銀行戶口，故法庭將案件提前一個月至2016年6月7日開審。可惜，審訊當日舊法團委聘屋苑常年法律顧問，臨時提出新的事實爭議，要求法官押後聆訊。
土地審裁處暫委法官陳玲玲於2016年9月30日頒下判決書（案件編號：LDBM28, 81/2016），裁定舊法團敗訴，2015年11月23日荃威花園特別業主大會議決有效，新選出的法團委員是合法，舊法團必須於14日內交出法團所有財產。陳官更在判決書上多番引用法律觀點指斥舊法團觀點絕對錯誤；舊法團主席張天盛、秘書、司庫須支付新法團全數訟費、律師費。雙方訴訟費用估計逾數拾萬元。
LDBM28, 81/2016 判決書詳列於 法律參考系統 （页面存档备份，存于） 上。

### 2019冠狀病毒病香港疫情
2021年5月4日，因應有一宗未分類（可能是本地個案）N501Y變種病毒個案，政府晚上將荃威花園R座列為受限區域，居民須接受強制檢測，當時說法是全幢居民須送往檢疫中心隔離21天。後來在5月7日，政府宣布檢測呈陰性的人士，可逐步離開檢疫中心，並再強制檢測數次。另外，將此個案改列為輸入個案。

## 外部連結
- 中原數據-荃威花園
- 荃葵青交通總站巡禮 - 荃景圍 (1)